# Сјеверско
Сјеверско је насељено мјесто у општини Рогатица, Република Српска, БиХ. Према попису становништва из 2013. у насељу је живјело 49 становника.

## Историја

### Други свјетски рат
У селу Сјеверско срез Рогатица усташе су "у школској згради затворили око 70 Срба - жена, деце, стараца, бацили у зграду бомбу, а затим зграду запалили и унутра су скоро сви изорели. Три жене су успеле да побегну из запаљене зграде и са опаљеним лицем дошле у Ужице. Слично се догађало у многим другим местима НДХ".

## Становништво
| Демографија | Демографија | Демографија |
| Година      | Становника  | Становника  |
| ----------- | ----------- | ----------- |
| 1971.       | 246         |             |
| 1981.       | 149         |             |
| 1991.       | 100         |             |
| 2013.       | 49          |             |